# Томаш Саторански
Томаш Саторански (на чешки: Tomáš Satoranský) е чешки баскетболист, играещ за Барселона Баскет в Лига АКБ и Евролигата. Започва кариерата си като пойнт гард, но впоследствие играе и като шутинг гард и леко крило.

## Клубна кариера
Между 2007 и 2009 г. играе в тима на УСК Прага. През 2009 г. преминава в КБ Севиля. Става основен играч на андалусийци и през 2012 г. е изтеглен в драфта на НБА от Вашингтон Уизърдс и играе за тима в лятната лига. Въпреки това решава да не бърза с трансфера си в САЩ и остава в шампионата на Испания. През 2014 г. става част от БК Барселона. През 2015 г. печели с тима Суперкупата на Испания. През сезон 2015/16 е избран за най-атрактивен играч през сезона и освен това е избран във втората петица на идеалния тим на годината.
На 21 юли 2016 г. се присъединява към Вашингтон Уизърдс 4 години след като е бил изтеглен в драфта. През първия си сезон записва по 12 минути средно на мач, за които вкарва по 2.7 точки. „Магьосниците“ достигат втория кръг на плейофната фаза, но в плейофите чешкият гард прекарва изключително малко време на паркета. През следващия сезон записва почти два пъти повече време (22.5 минути) с по 7.2 точки повече на мач. На 3 февруари 2018 г. отбелязва 19 точки при успеха над Орландо Меджик при победата със 115:98. На 11 януари 2019 г. записва първия си трипъл-дабъл с 18 точки, 12 борби и 10 асистенции при победата със 113:106 срещу Милуоки Бъкс.
През юли 2019 г. преминава в Чикаго Булс. В първия си сезон записва 65 мача, в които записва по 9.9 точки средно на мач, 5.4 асистенции и 3.9 борби. На 6 януари 2020 г. записва рекордните си 14 асистенции при загубата със 110:118 от Далас Маверикс.

## Национален отбор
Дебютира за националния отбор на Чехия през 2009 г. Участва три пъти на Евробаскет – през 2013, 2015 и 2017 г.

## Успехи
- Суперкупа на Испания – 2015
- Най-атрактивен играч на Лига АКБ – 2016
- В идеалния отбор на Лига АКБ – 2016 (втори тим)
- Баскетболист на годината в Чехия – 2013, 2014, 2015, 2018, 2019